# Cathédrale Saint-Denys-l'Aréopagite d'Athènes
Ne doit pas être confondue avec l'église Saint-Denys-l'Aréopagite d'Athènes.
La cathédrale Saint-Denys-l'Aréopagite d'Athènes (en grec moderne : Καθολικός Καθεδρικός Ναός Αγίου Διονυσίου Αρεοπαγίτη) est une cathédrale catholique située à Athènes en Grèce, siège de l'archidiocèse d'Athènes. Elle est dédiée à Denys l'Aréopagite. L'édifice se trouve rue Panepistimíou, à proximité immédiate de la « trilogie athénienne » (c'est-à-dire trois bâtiments officiels de style grec néo-classique qui s'alignent l'un près de l'autre le long de la rue : l'université d'Athènes, l'Académie d'Athènes et la Bibliothèque nationale de Grèce).

## Historique
En 1847, la communauté catholique d'Athènes achète une parcelle pour construire sa cathédrale. Les travaux commencent en 1853, et selon le souhait du roi Othon, leur réalisation est confiée à l'architecte allemand Leo von Klenze, sous la direction de Lýsandros Kaftanzóglou (en). L'architecture est inspirée de l'abbaye Saint-Boniface de Munich. L'empereur des Français Napoléon III contribue largement aux dépenses de construction de l'édifice,,.
Pour autant, le monument connait des difficultés de financement et les plans initiaux de von Klenze sont revus par Lýsandros Kaftanzóglou en 1858. L'architecte grec tire notamment un trait sur la construction d'un clocher à l'est et réduit les dimensions de l'édifice. Bien que non achevée, la cathédrale est ouverte en 1865. En 1869, l'empereur François-Joseph Ier fait don de deux chaires en marbre situées de chaque côté du chœur. L'ensemble du chœur, de l'autel et du porche est finalement achevé en 1891.
Les vitraux sont de Carl de Bouché[réf. nécessaire]. Dans la cathédrale se trouve un des très rares orgues de Grèce.
La cathédrale a reçu le rang de basilique mineure en 1877. Elle a connu une première restauration en 1960, suivie d'une importante campagne de travaux entre 1992 et 1998.

## Galerie

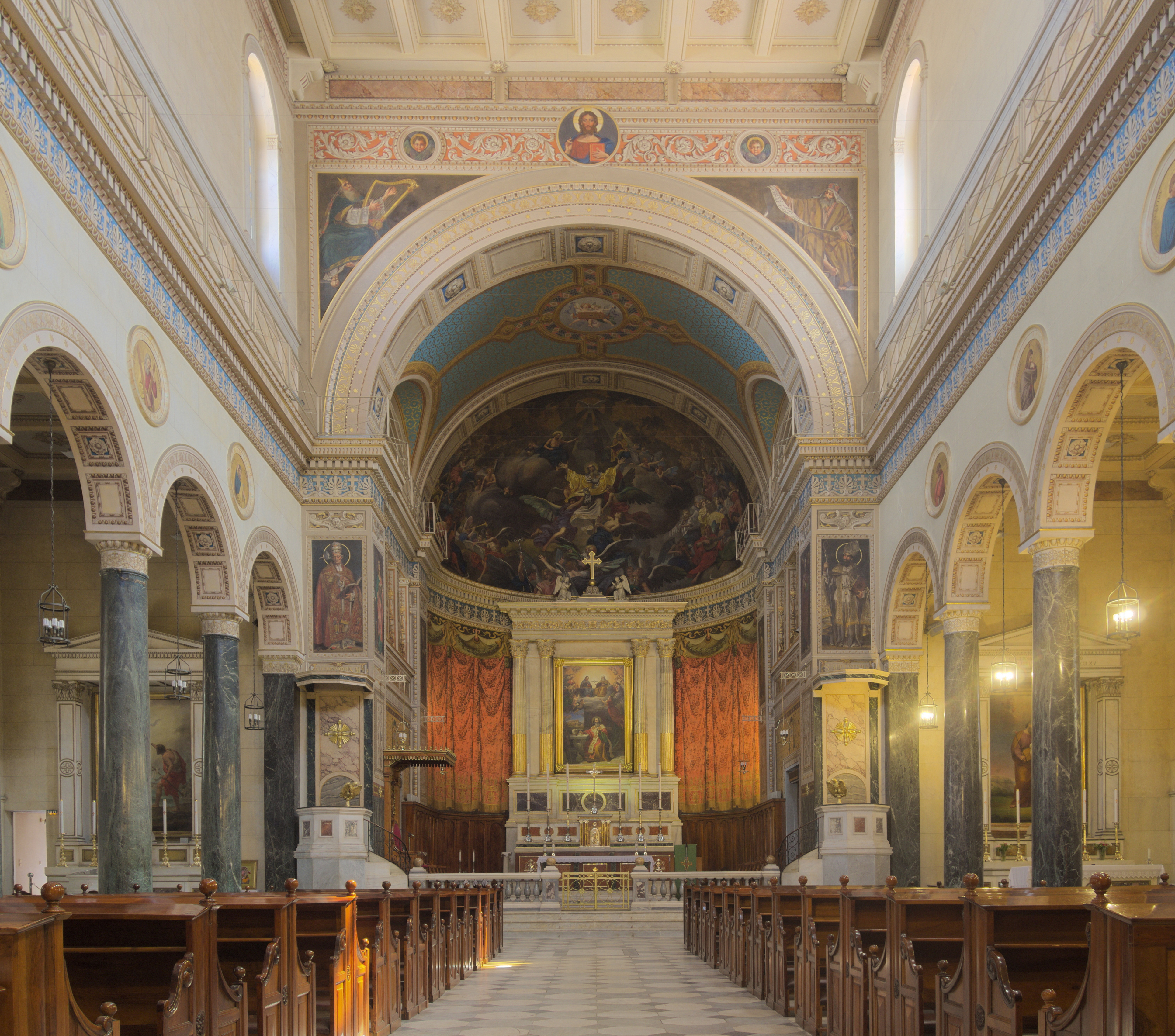
Vue en direction de la nef et du chœur.
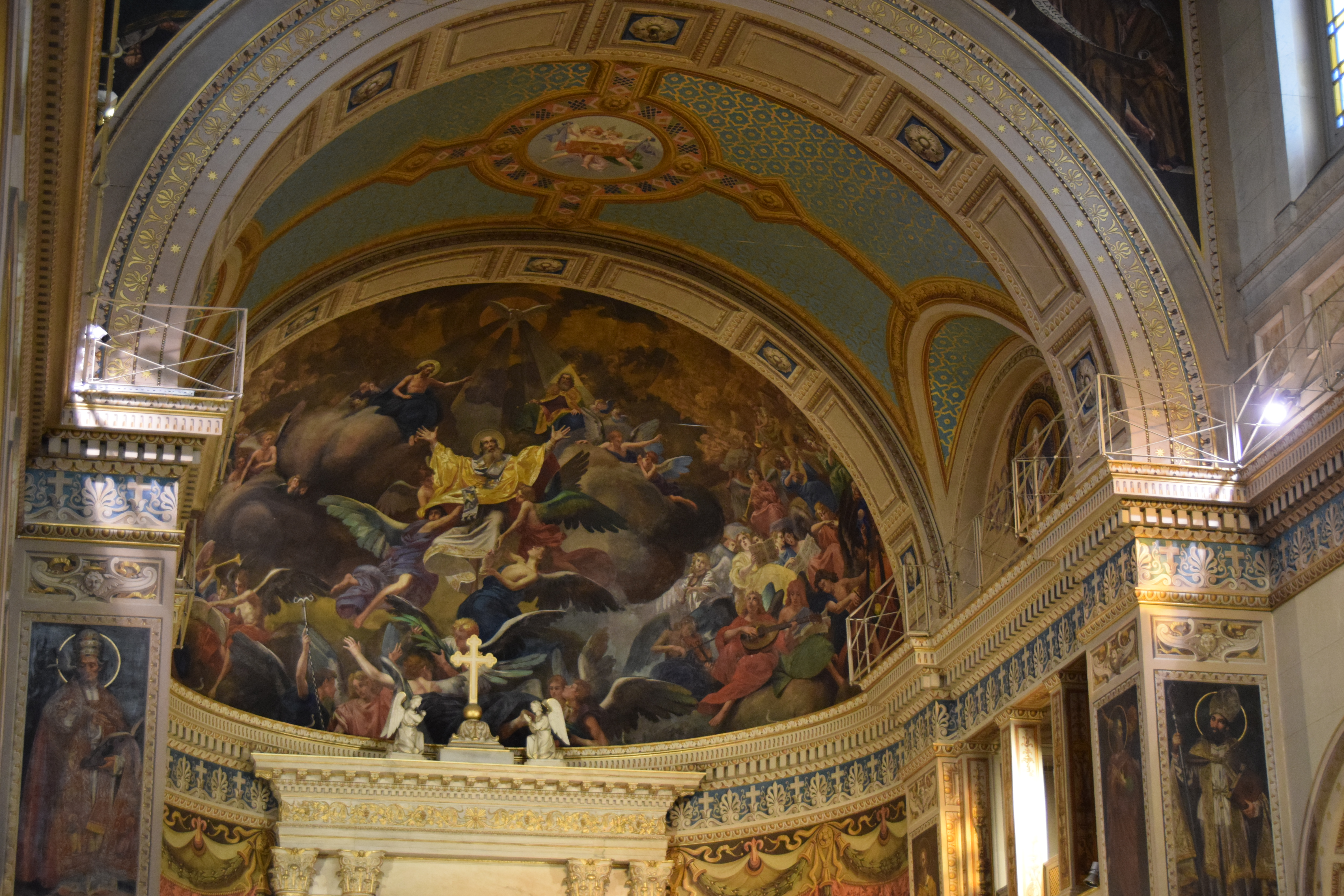
Pafond peint du chœur.
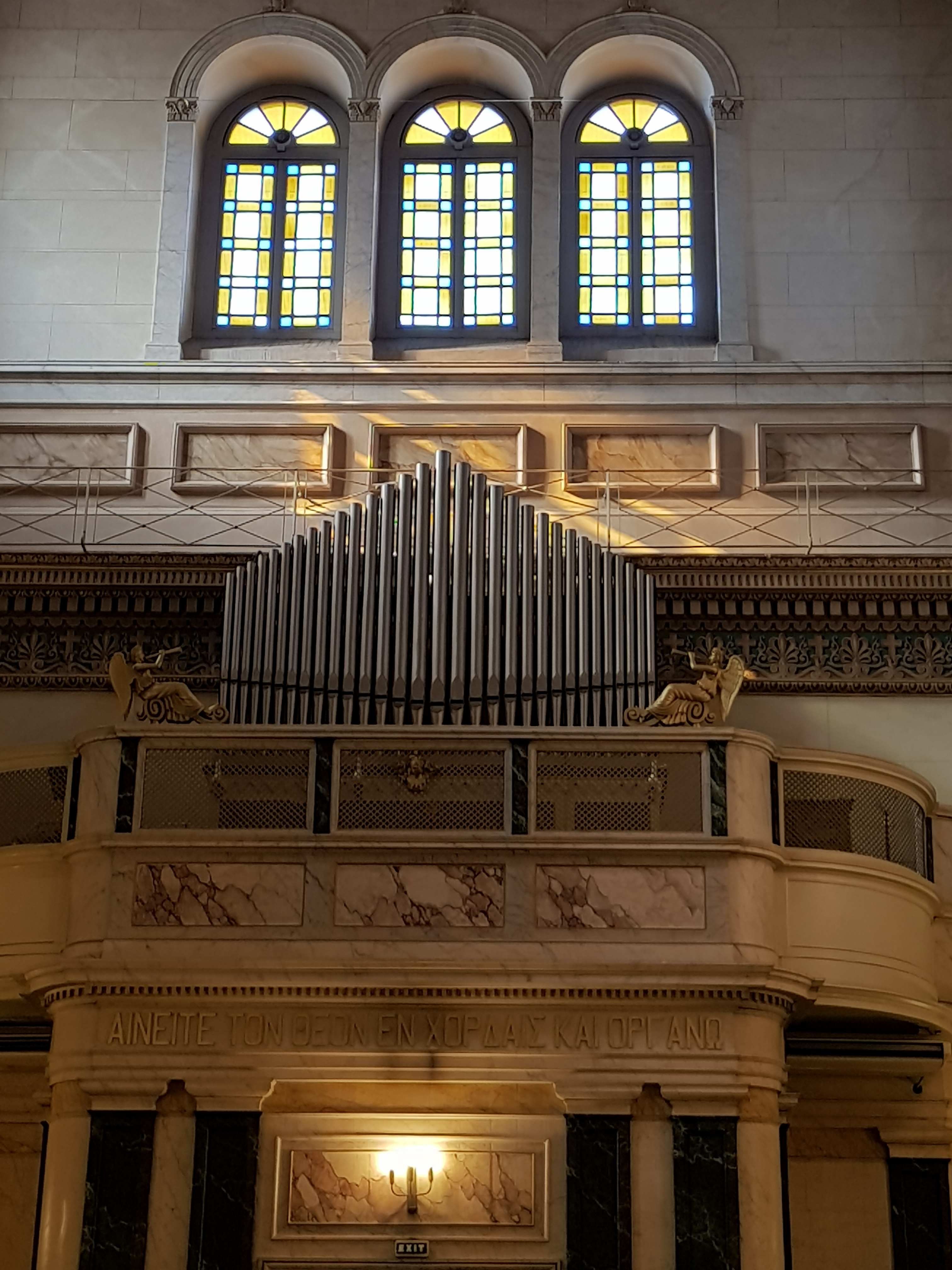
Vue de l'orgue.